# Arenaria redowskii
Arenaria redowskii là loài thực vật có hoa thuộc họ Cẩm chướng. Loài này được Cham. & Schltdl. mô tả khoa học đầu tiên năm 1826.